# Paul Meger
Paul Carl Meger (Watrous, Saskatchewan, 1929. február 17. – Barrie, Ontario, 2019. augusztus 27.) kanadai jégkorongozó.

## Pályafutása
1946 és 1955 között volt aktív jégkorongozó. Az NHL-ben 1949 és 1955 között játszott a Montréal Canadiens színeiben hat idényen át, összesen 212 alkalommal. Tagja volt az 1953-as Stanley-kupa-győztes együttesnek.

## Sikerei, díjai
Montréal Canadiens
- Stanley-kupa
  - győztes: 1952–53